# Porphyrio
Pour le grammairien latin, commentateur d'Horace, nommé Pomponius Porphyrio (en français Porphyrion), voir Porphyrion (grammairien)
Genre
Synonymes
- Porphyrula Blyth, 1852

Porphyrio est un genre d'oiseaux de la famille des Rallidae.

## Liste des espèces
D'après la classification de référence (version 5.1, 2015) du Congrès ornithologique international (ordre phylogénique) :
- Porphyrio porphyrio – Talève sultane
- Porphyrio madagascariensis – (?)
- †Porphyrio albus – Talève de Lord Howe
- †Porphyrio mantelli – (?)
- Porphyrio hochstetteri – Takahé du Sud
- Porphyrio alleni – Talève d'Allen
- Porphyrio martinicus – Talève violacée
- Porphyrio flavirostris – Talève favorite

Parmi celles-ci, deux espèces sont éteintes :
- †Porphyrio albus – Talève de Lord Howe
- †Porphyrio mantelli – (?)

Deux autres espèces, possiblement éteintes depuis 1700, ne sont pas reconnues par le COI :
- †Porphyrio kukwiedei – (?) Talève de Nouvelle-Calédonie
- †Porphyrio paepae – (?) Talève des Marquises

Autre espèce décrite :
- †Porphyrio coerulescens – Talève de la Réunion